# Oxynoe
Oxynoe är ett släkte av snäckor som ingår i familjen Oxynoidae.

## Arter
Släktet Oxynoe omfattar åtta giltiga arter:
- Oxynoe antillarum Mörch, 1863
- Oxynoe azuropunctata Jensen, 1980
- Oxynoe benchijigua Ortea, Moro & Espinosa, 1999
- Oxynoe delicatula Nevill & Nevill, 1869
- Oxynoe kabirensis Hamatani, 1980
- Oxynoe olivacea Rafinesque, 1814
- Oxynoe panamensis Pilsbry & Olsson, 1943
- Oxynoe viridis (Pease, 1861)

Följande taxon i släktet Oxynoe är inte längre giltiga:
- Oxynoe aguayoi Jaume, 1945
- Oxynoe brachycephalus Mörch, 1863 – synonym till Oxynoe olivacea Rafinesque, 1814
- Oxynoe glabra Couthouy, 1838 – synonym till Marsenina glabra (Couthouy, 1838)
- Oxynoe hargravesi Adams, 1872
- Oxynoe natalensis Smith, 1903
- Oxynoe omega Melvill, 1918  – synonym till Volvatella omega (Melvill, 1918)